# 狄多山
狄多山（英語：Mount Dido），是南極洲的山峰，位於維多利亞地，處於伊萊克特拉山和玻瑞阿斯山之間，屬於奧林匹斯山脈的一部分，海拔高度2,070米，以古迦太基女王狄多命名，現時由南極條約體系管理。